# Vicente Ramón Roca
Vicente Ramón Roca Rodríguez (Guayaquil, 2 de septiembre de 1792-Guayaquil, 23 de febrero de 1858) fue un comerciante y político ecuatoriano, fue Presidente del Ecuador desde el 8 de diciembre de 1845 hasta el 15 de octubre de 1849. Lideró la Revolución Marcista, junto con José Joaquín de Olmedo y Diego Noboa. Su primera administración fue en el Triunvirato Marcista. Fue el primer presidente de la Época Marcista. Gobernó con la Constitución de 1845.

## Biografía
Guayaquileño, nacido el 2 de septiembre de 1792, hijo del comandante Bernardo Roca y de Ignacia Rodríguez, se educó en el hogar. Se ignora si cruzó secundaria, no existen registros académicos de que haya cursado en ninguna universidad. Fue comerciante, actividad con la cual se conoce que viajó hasta la Jamaica británica. Apoyó de forma monetaria y personal en la "Revolución del Nueve de Octubre" en la que por primera vez se pronunció libremente el pueblo de Guayaquil y juró los cimientos de su libertad política", junto al abogado José Joaquín de Olmedo firmaron la carta de la independencia. Tras la victoria en la batalla de Pichincha con el mariscal Antonio José de Sucre, se hizo amigo de Simón Bolívar y de ilustres políticos en la Gran Colombia quienes lo reconocieron por sus largos servicios de administrador de Rentas Municipales de Guayaquil,sin embargo a los últimos días de la desaparición de la Gran Colombia se enemisto con Simón Bolívar y su círculo personal,Vicente Ramon Roca fue uno de los líderes de la Revolución de marzo de 1845 contra la presidencia de Juan José Flores. Con esta revolución comenzó un período nacionalista que duró hasta la crisis de 1858 a 1860.
Este período histórico se conoce como Marcista porque empezó en ese marzo. Su espíritu era el de Ecuador para los ecuatorianos. Concluyó en crisis, con una nación fracturada en cuatro sectores. Gobernaron en este período dos civiles, un exmilitar civilista y dos militares criollos. Desde 1830 hasta 1845 el general Flores había mantenido la unidad nacional gracias a su mediación entre los intereses económicos contrapuestos de la Costa y de la Sierra.Sin embargo, durante este proceso Flores fue identificando la nación con su persona. La balanza del poder político se había inclinado a la sierra, ahora le tocaba el turno a la Costa.Entre 1845 y 1860 el gran mediador de los dos intereses fue el general José María Urbina, cuarto presidente en este período Marcista. La unidad nacional era extrínseca: se encarnaba en hombres fuertes, no en una conciencia de identidad con un país más grande ni en un sentimiento de pertenencia a una comunidad supra parroquial. Las clases subalternas no estaban en condiciones de formular un proyecto nacional propio. Para subsistir, tenían que volverse clientes de uno de los patrones en pugna. Este período Marcista significó, con todo, una apertura a principios democráticos más amplios, una independencia respecto del militarismo extranjero, una mayor atención a negros e indios por parte del Estado y un tímido intento de volverlo más independiente del poder de los señores de la tierra y del comercio. El intento provocó, sin embargo, la más grave crisis nacional de la historia republicana hasta ese momento. Roca estuvo en la Constituyente de Riobamba e integró la comisión redactora de la primera Constitución.
Sirvió a Guayaquil como jefe de Policía, y a la República como representante y senador en cuatro mandatos. Gobernó la provincia de Guayas en 1836. Colideró la revolución de marzo de 1845 tanto porque rechazaba los abusos de Flores como porque éste no le había cumplido la promesa de llevarlo a la vicepresidencia en su segunda administración. Roca saboreó sus propias amarguras: se hizo de enemigos cuando estuvo en Rentas. Fue acusado por Francisco Tamaríz, ministro de Hacienda de Rocafuerte, de negociados que Roca desvirtuó en la prensa. Salió empobrecido de la presidencia. Derrotado su partido roquista, fue desterrado al Perú en 1851. Cuando regresó a Guayaquil, llevó una vida insegura y estrecha detrás de un escritorio de dependiente de la casa de comercio de su primo Agustín Roca. Murió en Guayaquil a los 66 años de edad.

## Gobierno provisorio
Tropas de flores comandadas por el general Antonio Elizalde se tomaron el Cuartel de Caballería el 6 de marzo de 1845 en Guayaquil. Una asamblea de Padres de Familia constituyó un Gobierno Provisorio integrado por Olmedo, Roca y Diego Noboa en representación de Quito, Guayaquil y Cuenca.
La tarea más urgente del Gobierno Provisorio fue conseguir la adhesión del resto del país, vencer la resistencia del presidente Flores, restituir el orden constituido, justificar el golpe de Estado y ofrecer a la Nación una esperanza nueva. Entre marzo y junio el triunvirato logró esa adhesión. No pudo derrotar a Flores, atrincherado en su hacienda "La Elvira", cercana a Babahoyo. El Gobierno Provisorio perdió la batalla pero ganó la guerra porque Flores "impelido del regio instinto de su estirpe clara" negoció con los rebeldes en la hacienda "La Virginia", de Olmedo. Flores les propuso que se marcharía a Europa por un par de años si el Gobierno provisorio le conservaba la jerarquía militar, los honores y las rentas, le pagaba los sueldos atrasados y le daba unos viáticos de 20 mil pesos, equivalentes a alrededor de un millón de dólares.

## Constitución de 1845
El Gobierno Provisorio aceptó los términos "Al enemigo, puente de plata". No bien embarcado Flores el 17 de junio de 1845, los triunviros convocaron una Asamblea Constituyente que debía redactar una cuarta Constitución y elegir a un nuevo mandatario. Puesta la casa en orden y restituida virtualmente la democracia, había llegado la hora de justificar urbi et orbi, ante el país y América, la revolución de marzo. José María Cucalón, secretario general, hizo llegar a su destino el "Manifiesto del Gobierno Provisorio del Ecuador sobre las causas de la presente transformación", fechado el 6 de julio de 1845, Año 1 de la Libertad.
El documento exponía en 12 mil palabras "los motivos poderosos que nos han impelido a desconocer a la autoridad ilegal que nos regía". Señalaba como causa remota "el germen de inquietud y revolución", rasgo del Ecuador desde su nacimiento en 1830. Afirmaba que "todo en Colombia y Venezuela era nacional" mientras que "todo en Ecuador era extranjero". Veía la causa próxima en los incontables atropellos de Flores. Apelaba a la Constitución de los Estados Unidos y a la doctrina de varios tratadistas para justificar el principio de "que el pueblo tiene el derecho y el deber de sacudir el yugo" que lo oprime.
Afirmaba que fue el pueblo de todo el país, y no solo el del Guayas, el que se levantó. Pedía a Dios que diera al pueblo "amor al orden y espíritu de unión", y que concediera al gobierno que será elegido, "la paz de la libertad", más "moderación, celo y constancia". El tricolor colombo-venezolano no podía ya simbolizar esta nueva época de verdadera independencia nacional y ecuatoriana. Las tres franjas verticales blanca, azul celeste y blanca de la nueva bandera representaban las tres regiones del país y simbolizaban la paz y la libertad. No llevaba una estrella blanca en el centro porque no era la bandera de Guayaquil sino del país entero. Y todo debía ser nuevo: imitando la cronología de la Revolución Francesa, el Gobierno Provisorio denominó a 1845 el Año 1 de la Libertad. Catorce después, en el Año XV de la Libertad, Ecuador como nación soberana y país unido estuvo a punto de desaparecer.
Fue fruto de la reunión en Cuenca, después de la Revolución Marcista de Guayaquil. Entre los principales enunciados de esta constitución están:
- Es ciudadano el que sabe leer y escribir y que tenga 21 años de edad y posea una propiedad de 500 pesos o una renta determinada.
- La religión católica es única en el Ecuador.
- Se garantizó la propiedad intelectual .
- Se estableció que "Nadie nace esclavo en la República, ni puede ser introducida en ella en tal condición, sin quedar libre".

## Presidencia del Ecuador

### Elecciones y reformas
Luego de 76 escrutinios válidos, la Asamblea eligió a Roca  como presidente por 27 votos contra 13 a favor de Olmedo. "Convencido de que no podrá ser electo el candidato por quien he sufragado más de 80 veces... y que ningún efecto saludable producirá una resistencia indefinida, voto para presidente por el señor Vicente Ramón Roca", razonó el diputado José María Vallejo.
Rocafuerte, que había votado invariablemente por Olmedo, tuvo un célebre exabrupto: "Se ha preferido la vara del mercader a la musa de Junín". Se refería a la vara del dios Mercurio, patrón de los comerciantes, al canto de Olmedo a Bolívar. Se habló de compras de votos; pero no hubo tal. Eso sí, Roca usó sus influencias. Olmedo no movió un dedo. Estaba más allá del bien y del mal. Roca gobernó con sagacidad y tolerancia. Formó un gabinete de personas competentes, respetó a la oposición que lo atacaba desde los periódicos "El Zurriago" (látigo), "El Vengador", "El Rebenque" (látigo recio de jinete), "El Progresista", "El Viejo Chihuahua" y "Fray Francisco y el Padre Tarugo"; pero obró apasionadamente contra los partidarios de Flores y más cuando supo que el general se preparaba en Europa para una reconquista española de Ecuador, en complicidad con la reina María Cristina de Borbón-Dos Sicilias.
Fomentó la producción por medio de una Junta de Agricultores creada en Guayaquil, mejoró la administración de justicia con la introducción de jurados y ordenó la economía; pero los ingresos del Gobierno llegaron a sólo 854.435 pesos en el mejor año. Mucho influyeron en esta escasez fiscal la movilización de tropas colombianas contra Ecuador y la expedición de Flores. La movilización fue una respuesta al proyecto de los revolucionarios Marcistas de recuperar una parte de los territorios ganados por Colombia en tiempo de Flores. Se trataba, empero, de un proyecto nada serio. No hubo guerra y se firmó un Tratado de Paz y Amistad, que dejó la puerta abierta al reclamo ecuatoriano sobre los territorios amazónicos entre los ríos Caquetá y Putumayo.

### La amenaza de la reconquista
Flores quiso vengar la afrenta del incumplimiento de los "Tratados de la Virginia" y del vil asesinato de su lugarteniente más eficaz, el general Juan Otamendi. "Yo saldré de aquí pronto a la cabeza de una escuadra y un ejército, lo cual te hará conocer que cuento en Europa con apoyos firmes y poderosos", escribió Flores a su esposa el 13 de septiembre de 1846. Con la ayuda de los banqueros de la reina María Cristina de España, compró en Londres los vapores "Monarca" y "Neptuno" y el velero "Gleneig" y contrató a tres mil mercenarios españoles, ingleses e irlandeses. La noticia apareció en "The Times", el "Daily News", el "Journal des Débates" y en varios periódicos de España.
El 13 de octubre llegó la mala nueva a Ecuador. Desde Buenos Aires se comunicaba a Quito que "el Gobierno español le ofrece a Flores si sale bien en recobrar su poder en el Ecuador y formar un ejército, dejarte a él y sus descendientes todo lo que hoy forma la República del Ecuador, haciéndole Príncipe de la Reconquista". Años después, Flores negó cualquier intención de reconquista. Hubo alarma general. Se puso el Ejército en pie de guerra y se vendieron los esclavos, muebles y semovientes de Flores para pagar una parte de los gastos. Rocafuerte partió en misión especial a Lima, Santiago y Sucre (Bolivia). Este país era todavía ribereño del Pacífico. José Modesto Larrea fue a Bogotá. Roca trataba de formar un Congreso Sudamericano para hacer frente a cualquier agresión europea. Ecuador buscó el apoyo de los comerciantes ingleses, cuyos negocios se verían perjudicados con la reconquista. El Gobierno ecuatoriano con la ayuda de los embajadores hispanoamericanos reclamó al Británico por su política de dejar hacer y dejar pasar este asunto.
La opinión pública inglesa se pronunció contra Flores. La presión dio resultado: los lores comisionados de la Tesorería de Su Majestad Británica ordenaron la confiscación de los tres buques anclados en el Támesis. Los dos primeros años de gobierno transcurrieron sin mayores problemas. El Congreso de 1849 censuraba los empréstitos que hacía el gobierno. Se eligió sobre minas, caminos; se ofreció primas a los que introdujeran el añil, la morera, etc. Dio resultado la ley que estableció el juicio por jurados. "El gobierno de Roca fue eficiente dentro de las limitadas posibilidades del erario nacional que aún no superaba el descalabro casi total causado por la administración anterior. Respetuoso de la ley, el Presidente trató de mantener un espíritu conciliador con las diversas tendencias políticas. Con el exiguo presupuesto nacional era imposible satisfacer las necesidades cada día más apremiantes de los diversos sectores del país. Sin embargo, se realizaron algunas obras públicas en especial en las Provincias de León (Cotopaxi), Pichincha y Guayas".

### Aspecto internacional
En el campo internacional el gobierno tuvo que enfrentar una tentativa de guerra de parte de Nueva Granada, ya que este país temía que los marcistas pudieran recuperar los territorios del Cauca. Este problema terminó con el Tratado de Santa Rosa y el Protocolo Larrea-De Martín. La situación económica era calamitosa para atender el campo de las relaciones exteriores, así que para 1847 se habían destinado 38.750 pesos, de esta cantidad 32.000 pesos eran para el pago de misiones diplomáticas. Otro aspecto fue la negociación que se llevó a cabo con el representante inglés N. Conroy, sobre el pago de la deuda inglesa, negociación que tuvo sus repercusiones en el gobierno de Manuel de Ascázubi.

### Ministros de Estado
| Ministerio                                     | Ministro                 |
| ---------------------------------------------- | ------------------------ |
| Ministerio de Guerra y Marina                  | José María Guerrero      |
| Ministerio de Gobierno y Relaciones Exteriores | José Fernández Salvador  |
| Ministerio de Gobierno y Relaciones Exteriores | Manuel Gómez de la Torre |
| Ministerio de Hacienda                         | Manuel Bustamante        |

Fuente:

## Sucesión
| Predecesor: José Joaquín de Olmedo                    | Gobernador de la Provincia del Guayas 1832 - 1832                                                 | Sucesor: León de Febres Cordero              |
| Predecesor: José Baquerizo                            | Presidente del Consejo Municipal de Guayaquil 1832 - 1832                                         | Sucesor: José María Maldonado                |
| Predecesor: Vicente Rocafuerte                        | Gobernador de la Provincia del Guayas 1834 - 1836                                                 | Sucesor: Francisco de Paula de Icaza y Silva |
| Predecesor: Francisco de Paula de Icaza y Silva       | Gobernador de la Provincia del Guayas 1837 - 1838                                                 | Sucesor: Ángel de Tola y Salcedo             |
| Predecesor: Juan José Flores (Presidente del Ecuador) | Triunviro del Ecuador Miembro del Gobierno Provisorio 6 de marzo de 1845 – 8 de diciembre de 1845 | Sucesor: Él mismo (Presidente del Ecuador)   |
| Predecesor: Gobierno Provisorio (de facto)            | Presidente de la República del Ecuador 8 de diciembre de 1845 - 15 de octubre de 1849             | Sucesor: Manuel de Ascázubi (e)              |